# لیگ یک فوتسال مردان ایران
مسابقات لیگ یک فوتسال ایران مسابقات باشگاهی فوتسال در کشور ایران است. در حال حاضر این مسابقات با حضور 28 تیم در قالب چهار گروه برگزار می‌شود.
تیم اول و دوم این مسابقات، به لیگ برتر فوتسال ایران  راه پیدا می‌کند.

## تاریخچه
مسابقات لیگ سراسری فوتسال ایران در سال ۱۳۷۷ راه‌اندازی شد.